# Bużora (szczyt)
Bużora (1081 m n.p.m.) – najwyższy szczyt pasma górskiego o tej samej nazwie w Łańcuchu Wyhorlacko-Gutyńskim, części Karpat Wschodnich położonej na terenie Ukrainy (obwód zakarpacki). Bużora zbudowana jest ze skał wulkanicznych: andezytów, andezyto-bazaltów i tufów.